# 李莉 (歌手)
李莉（1970年—），湖北黃石人，汉族，中华人民共和国政治人物。

## 生平
毕业于武汉音乐学院声乐专业，担任黄石市残疾人协会副秘书长，武汉音乐学院兼职声乐老师。2013年，担任全国人大代表。2018年2月24日，当选为第十三届全国人大代表。